# Гальярди, Розарио

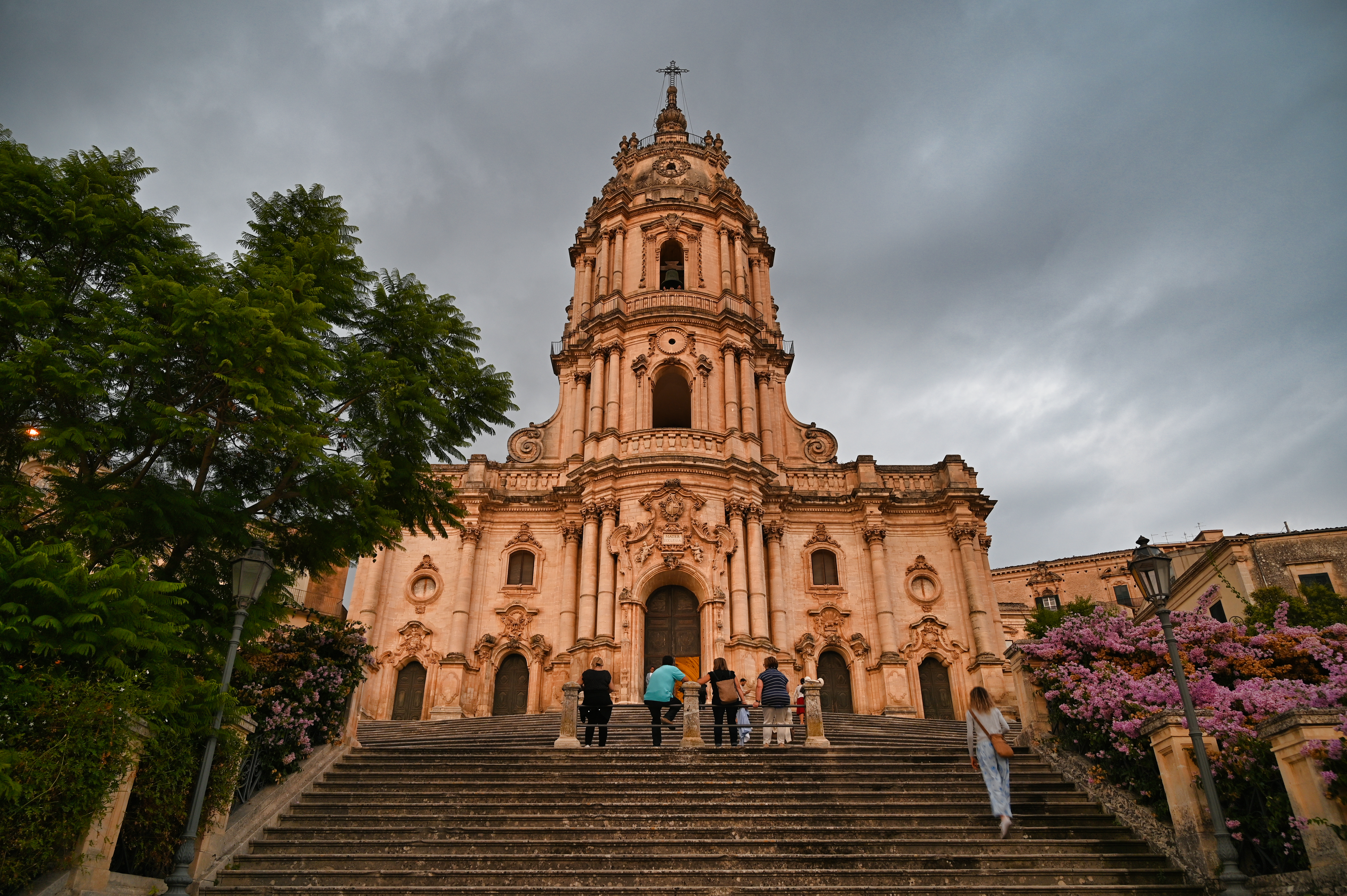
Кафедральный собор в Модике

Розарио Гальярди (итал. Rosario Gagliardi; 1698, Сиракуза — 1762, Ното (Сицилия)) — сицилийский архитектор, родом из Сиракузы.
Гальярди был ведущим архитектором, работавшим в стиле сицилийского барокко. Несмотря на то, что он никогда не покидал острова, в своих творениях Гальярди показал величайшее видение стиля. Вершиной его творчество стал кафедральный собор в городе Модика, сооружённый в 1738 году, который впоследствии стал образцом для строительства других церквей в регионе.
Ему также принадлежит проект величественной базилики Сан-Джорджо в Рагузе, а также многочисленные церкви и дворцы в Ното и другие регионах Сицилии.